# Удивительная лягушка
Удивительная лягушка, или гвианская водяная жаба (лат. Pseudis paradoxa) — бесхвостое земноводное из семейства квакш, обитающее в Южной Америке. Название дано из-за размеров головастиков (длина тела до 25 см), превышающих размеры взрослой особи в 3―4 раза.

## Описание
Длина взрослой особи составляет 4,5―7 см. Голова треугольная. Глаза большие, выпуклые. Кожа скользкая, что позволяет легко ускользать от врагов. Лапы большие, с плавательными перепонками между пальцами. Каждый палец имеет дополнительный сустав, что обеспечивает свободу движений. Окраска зелёная, с тёмно-зелёными либо оливковыми полосами. Самки выделяются ярким горлом с хаотично расположенными белыми пятнами.

## Образ жизни
Удивительная лягушка встречается в труднодоступных лесных районах и достаточно широко в них распространена. Предпочитает стоячие, заросшие водоёмы, в которых ей удобно прятаться. При виде даже незначительной опасности она молниеносно прячется под водой и затаивается в зарослях. Почти всю свою жизнь проводит в воде. Она постоянно находится в движении; при отдыхе на поверхности воды можно увидеть лишь её большие глаза и ноздри. Удивительная лягушка издаёт пронзительные, визгливые звуки.

## Питание
Взрослые лягушки поедают личинок, мелких насекомых и ракообразных, выкапывая их со дна водоёмов. Головастики питаются в основном растительной пищей. Из-за их размеров им требуется намного больше пищи, чем взрослым особям, и они постоянно заняты её поисками.

## Размножение
Лягушки размножаются и выводят потомство в воде. Их брачный период начинается в сезон дождей. Самки откладывают яйца среди зарослей. Головастики достигают 25 см в длину. Во время метаморфоза головастик утрачивает жабры, у него развиваются лёгкие, вырастают конечности, изменяется форма тела. Хвост укорачивается, и головастик ежедневно уменьшается в размерах; в результате длина взрослой особи составляет всего 1/4 длины головастика.

## Ареал
Обитает в Южной Америке. Населяет пруды, озера начиная с севера Аргентины, через Пантанал, Амазонку и Гвиану, до Венесуэлы и Тринидада, с дизъюнктивным ареалом в реке Магдалена в Колумбии и соседней западной Венесуэле.

## Удивительная лягушка в литературе
Головастики удивительной лягушки упоминаются в книге известного английского натуралиста Джеральда Даррелла «Три билета до Эдвенчер». Вот как он их описывает:

За исключением своих колоссальных размеров, они ничем не отличались от головастиков, которых
можно наловить весной в любом английском пруду, вот разве что цветом они
были не черные, а крапчатые, зеленовато-серые. Прозрачные края их хвостов
были как заиндевелое стекло, а губастые рты смешно надуты, словно они
посылали нам через стекло воздушные поцелуи. Вид таких вот громадных
головастиков, которые, извиваясь, без устали крутятся в банке, вселяет
чувство некоторой жути. Вообразите себе свой испуг, если, гуляя по лесу, вы
столкнетесь носом к носу с муравьем величиной с терьера или со шмелем
величиной с дрозда. Они вроде бы и обыкновенные, но, увеличенные до
фантастических размеров, производят ошеломляющее впечатление, и вы невольно
спрашиваете себя, уж не снится ли вам все это.

Американский герпетолог Арчи Карр в книге «Наветренная дорога» уделил этой лягушке целую шестую главу «Загадочная лягушка».